# Guamatela tuerckheimii
Guamatela tuerckheimii är en tvåhjärtbladig växtart som beskrevs av John Donnell Smith. Guamatela tuerckheimii ingår i släktet Guamatela och familjen Guamatelaceae. Inga underarter finns listade i Catalogue of Life.